# 鶴岡公幸
鶴岡 公幸（つるおか ともゆき、1962年12月20日 - ）は、日本の経営学者。
専攻はマーケティング。神田外語大学外国語学部教授。横浜市出身。ペンネームは「ツルボン」。

## 経歴

#### 学歴
1986年3月 立教大学法学部卒業。1998年5月 インディアナ大学経営大学院卒業（MBA取得）。
2016年3月 早稲田大学大学院商学研究科博士後期課程単位取得後退学。

#### 職歴
キッコーマン株式会社、財団法人国際ビジネスコミュニケーション協会、あずさ監査法人勤務を経て、2005年4月-宮城大学食産業学部助教授、2011年4月-同教授。2014年4月より神田外語大学外国語学部教授、現在に至る。

## 著書
『将棋の格言に学ぶ81の生きるヒント』（産業能率大学出版部、2023年）
『老舗-時代を超えて愛される秘密』（産業能率大学出版部、2012年）

## 共著書
- 『続・映画シナリオで学ぶ英語表現365』（IBCパブリッショング、2023年）
- 『映画シナリオで学ぶ英語表現365』（IBCパブリッショング、2022年）

他多数。

## 人物
趣味は将棋（棋力はアマ3級レベル）。ピアノ弾き語りシンガーソングライター工藤江里菜（愛称エリボン）の推し活。B級グルメ（特にラーメン）。